# Allmänna försvarsföreningen
Allmänna försvarsföreningen är en svensk  ideell förening som syftar till att delta i säkerhets- och försvarspolitisk debatt för att främja Sveriges förmåga att möta militära och andra former av säkerhetshot.

## Historik
Föreningen grundades 11 maj 1890 under en period då den mest diskuterade frågan gällde införande
av allmän värnplikt. Den förste sekreteraren var Gustaf Björlin. I protest mot 1925 års försvarsbeslut bildades Riksförbundet för Sveriges försvar, vilken senare (1968) sammanslogs med Allmänna försvarsföreningen.

## Verksamhet
Allmänna försvarsföreningen arrangerar föredrag och seminarier om säkerhets- och försvarspolitiska frågor samt ger ut tidskriften Vårt försvar, som utkommer med fyra nummer per år.

## Medlemmar och organisation
Allmänna försvarsföreningen har drygt 2.000 enskilda och juridiska personer som medlemmar. Bland de senare finns flera folkrörelseorganisationer samt frivilliga försvarsorganisationer. Verksamheten bedrivs i 13 länsavdelningar samt en samverkande organisation (Föreningen för Göteborgs försvar). Ordförande för centralstyrelsen är från 2018 Elisabeth Nilsson, generalsekreterare är från 2016 Anna Wieslander.

## Sekreterare/Generalsekretetare
- 1890–1897 – Gustaf Björlin
- 1897–1907 – Richard Melander
- 1970–1975 – Carl Yngve Dahl
- 1975–1988 – Gilbert Murray[1]
- 1988–1992 – Bengt Selander[2]
- 1992–1995 – Bertil Daggfeldt[3]
- 1996–2001 – Carl-Gustaf Hammarskjöld[4]
- 2001–2006 – Ulf Rubarth
- 2007–2009 – Nils Eklund
- 2009–2016 – Stefan Ring
- Från 2016 – Anna Wieslander[5]